# Tomoe Zenimoto Hvas
Tomoe Zenimoto Hvas (né le 1er juin 2000) est un nageur norvégien.
Son père est norvégien tandis que sa mère est japonaise. Il remporte une médaille de bronze sur 200 mètres quatre nages lors des Championnats d'Europe de natation en petit bassin 2017.